# Vårflamman
Vårflamman är en tidning som ges ut under kortegen i Borås. Den grundades 1937 och har sedan dess givits ut i 70 upplagor. 
Tidningen drivs av elever från Teknis (Sven Eriksonsgymnasiet) 

## Historia
Den första upplagan gavs ut 1937 och  beskrivs i en artikel så här:
”Som motvikt mot allt det lätta gods eleverna själva presterat förekommer i publikationen även bidrag av allvarligare natur.” Man finner förutom berättelser av rektor Nordenskjöld att: ”Lektor Lennart Elfman har lämnat ett bidrag om Svetsningskontroll”, överingeniör Alex Engblom har skrivit om ”Borås – en arbetets stad”, och lektor Ture Carlbaum om ”Ljuskänsliga celler och dess användning.”

## 2000-talet
2007 publicerades fem annonser i tidningen som senare fälldes av näringslivets etiska råd mot könsdiskriminerande reklam. Samtliga annonser hade tecknats av tidningens redaktion och i flertalet fall publicerats utan att företagen tillfrågats.
2013 kritiserades tidningen av Skolinspektionen för att innehålla sexistiska teman som inte överensstämde med den värdegrund som beskrevs i den svenska läroplanen.
Efter detta vidtogs vissa åtgärder när det gällde publikationen av tidningen såsom att skolledningen skulle granska och godkänns tidningens innehåll före utgivning. Efter fortsatt kritik om att tidningens budskap inte överensstämde med den svenska skolans värdegrund genom att den uppfattades som "sexistisk, kränkande och förnedrande" fattade Sven Eriksonsgymnasiet år 2020 beslutet att kapa banden med publikationen genom att  inte längre tillhandahålla lokaler för Vårflamman. Tidningen fortsattes därefter att ges ut men i studenternas egen regi.